# 피비 라이언
피비 라이언(Phoebe Ryan, 1990년 9월 21일 ~ )은 미국의 싱어송라이터이다.

## 음반 목록

### 정규 음반
- How It Used to Feel (2020)

### EP
- Mine (2015)
- James (2017)